# Bernard Agré
Bernard kardinál Agré (2. března 1926 Monga – 9. června 2014 Paříž) byl římskokatolický kněz z Pobřeží slonoviny, arcibiskup Abidžanu, kardinál.

## Kněz
Pokřtěn byl v šesti letech, 2. září 1932. Kněžské svěcení přijal 20. července 1953. První roky duchovní služby působil v Dabou, kde byl učitelem a ředitelem školy, v roce 1956 se stal ředitelem nižšího semináře v Bingerville. V letech 1957 až 1960 studoval v Římě na Papežské univerzitě Urbaniana, kde získal doktorát z teologie. Od roku 1963 byl generálním vikářem Abidžanu pro katolickou výchovu a semináře.

## Biskup a kardinál
Dne 8. června 1968 byl jmenován biskupem diecéze Man, biskupské svěcení mu udělil 3. října téhož roku tehdejší arcibiskup Abidžanu Bernard Yago. V letech 1985 až 1991 stál v čele Regionální Biskupské konference Západní Afriky. 6. března 1992 byl jmenován biskupem diecéze Jamusukro. V prosinci 1994 se ujal řízení arcidiecéze Abidžan kde nahradil kardinála Yaga.
Na konzistoři 21. února 2001 ho papež Jan Pavel II. jmenoval kardinálem. Na funkci arcibiskupa Abidžanu rezignoval v květnu 2006, jeho nástupcem se stal arcibiskup Jean-Pierre Kutwa.
Zemřel po dlouhé nemoci 9. června 2014 v Pařížské nemocnici.